# Алакозов Тимофій Іванович
Тимофій Іванович Алакозов (1862— ?) — член Державної думи II скликання від Катеринославської губернії, селянин.

## Біографія
Православний селянин із села Мангуш Маріупольського повіту Катеринославської губернії.
Навчався в народному училищі та Маріупольському духовному училищі, потім закінчив шість класів гімназії. Займався землеробством (мав 16 десятин землі), протягом дев'яти років був волосним старшиною. Перебував у тюремному ув'язненні за «політичну неблагонадійність».
6 лютого 1907 року був обраний до II Державної думи від загального складу виборщиків Катеринославської губернії. Входив у Трудову групу та фракцію Селянського союзу. Був членом комісії з місцевого управління та самоврядування.
Доля після розпуску II Думи невідома.